# Nattramn
Nattramn, rodným jménem Mikael Nilsson, (* 7. září 1975, Markaryd, Småland, Švédsko) je švédský hudebník známý pro své působení v kapele Silencer.
O identitě Nattramna je známo velmi málo, protože se rozhodl žít v anonymitě. Jeho věk je sporný a rodné jméno není potvrzeno. Všechno, co je o něm známo, jsou propagační fotografie pořízené během jeho působení ve skupině Silencer, na kterých má tvář zcela pokrytou krvavými obvazy, a jedna fotografie po sebevraždě jeho bratra.
Při nahrávání vokálních částí k albu Death – Pierce Me si Nattramn údajně pořezal zápěstí a ruce.